# Mihailo Marković

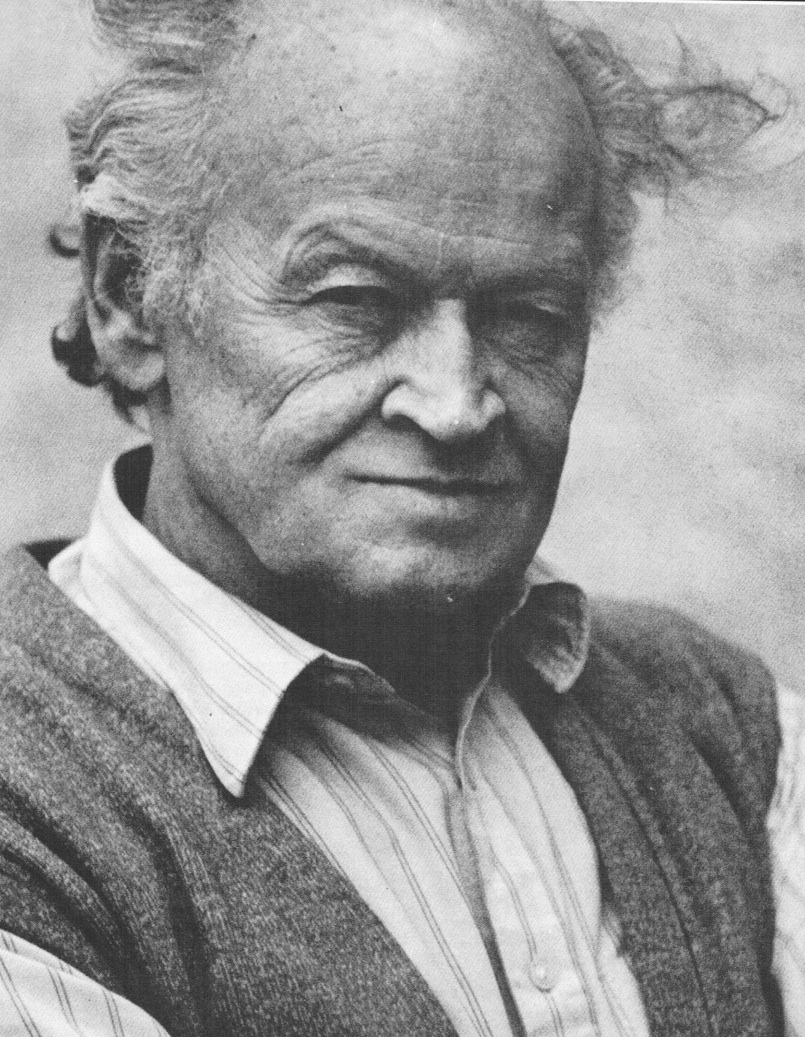
Mihailo Marković

Mihailo Marković (serbisch-kyrillisch Михаило Марковић; * 24. Februar 1923 in Belgrad; † 7. Februar 2010 ebenda) war ein jugoslawischer bzw. serbischer Philosoph. In den 1960er- und 1970er-Jahren wurde er als Mitglied der Praxis-Gruppe bekannt. In den 1980er Jahren verfiel er jedoch zusehends einem großserbischen Nationalismus. Vor diesem Hintergrund war Marković einer der Autoren des SANU-Memorandum (1985). In den 1990er Jahren schloss er sich der SPS an und galt lange als Chefideologe von Slobodan Milošević, wurde jedoch 1995 aus der Partei ausgeschlossen.

## Leben
Marković wurde 1940 Mitglied der Jugendorganisation der KPJ und 1944 vollständiges Mitglied. Er nahm an der Partisanenbewegung teil und war an der Befreiung Jugoslawiens von der deutschen Besatzung beteiligt. Er beendete den Krieg im Rang eines Hauptmanns der ersten Klasse.
Marković studierte an der Universität Belgrad und bekam 1955 einen Doktortitel der Philosophie. 1956 promovierte er zusätzlich am University College London. Er studierte Logik bei Alfred Jules Ayer und schrieb eine Doktorarbeit über Das Konzept der Logik. 1963 wurde er Professor für Philosophie an der Universität Belgrad und war dort von 1966 bis 1967 Dekan. 1960 bis 1962 war Marković Präsident der Jugoslawischen Gesellschaft für Philosophie. Marković war Stratege der Studentenunruhen in Belgrad 1968. Er war Direktor am Institut für Philosophie in Belgrad, wurde 1975 aus politischen Gründen von der Fakultät ausgeschlossen und war als Dissident gegen die Regierung von Josip Broz Tito aktiv.
Während der 1970er lehrte er noch an der University of Michigan in Ann Arbor.
Marković war auch Co-Vorsitzender der Internationalen Humanistischen und Ethischen Union (1975–1985). Seit 1963 war er korrespondierendes Mitglied der Serbischen Akademie der Wissenschaften und Künste und seit 1983 Vollmitglied dieser Akademie. 1992 wurde er zum ordentlichen Mitglied der Academia Europaea gewählt.
Marković war einer der Gründer und der Vizepräsident von Slobodan Miloševićs Sozialistischer Partei Serbiens (SPS) und bis 1995 deren Chefideologe. Während des Prozesses gegen Milošević vor dem Internationalen Strafgerichtshof in Den Haag trat er 2004 als Zeuge der Verteidigung auf. Er starb am 7. Februar 2010 in Belgrad.

## Schriften
Monographien
- Revizija filozofskih osnova marksizma u Sovjetskom Savezu. (Die Revision der philosophischen Grundlagen des Marxismus in der Sowjetunion.) 1952.
- Dijalektićka teorija znaćenja. 1961. englische Übersetzung: Dialectical Theory of Meaning. 1984, ISBN 90-277-1596-3.
- Humanizam i dijalektika. 1967. deutsche Übersetzung von Peter Urban: Dialektik der Praxis. 1968. 3. Auflage 1971.
- Preispitivanja. (Forschung.) 1972. 2. Auflage 2004, ISBN 86-7058-294-5.
- The contemporary Marx. Essays on humanist communism. 1974, ISBN 0-85124-084-4.
- From affluence to praxis. Philosophy and social criticism. 1974, ISBN 0-472-06191-7.
- mit Robert S. Cohen: Yugoslavia. The rise anf fall of socialist humanism; a history of the „Praxis“ group. 1975, ISBN 0-85124-129-8.
- Filozofski osnovi nauke. (Die philosophischen Grundlagen der Wissenschaften.) 1981.
- Democratic socialism. Theory and practice. 1982, ISBN 0-7108-0387-7.
- Sloboda i praksa. (Freiheit und Praxis.) 1997, ISBN 86-17-06073-5.
- Društvena misao na granici milenijuma. (Gesellschaftliches Denken an der Grenze zum Millennium.) 1999, ISBN 86-355-0438-0.
- Filozofski susreti. (Philosophische Begegnungen.) 2003, ISBN 86-80001-30-9.
- (Hrsg.): Levica danas u Srbiji i svetu. (Die Linke heute in Serbien und der Welt.) 2007, ISBN 978-86-83965-24-3.

1994 erschien eine Ausgabe ausgewählter Werke in 8 Bänden als Izabrana dela Mihaila Markovića.
Aufsätze
- Neue Formen der Demokratie im Sozialismus. In: Europäische Rundschau. Jg. 9, Heft 3, 1981, S. 57–75.
- Jugoslawien und die europäische Krise. In: L 80. Heft 17, 1981, S. 139–155.